# Daciana Sârbu
Daciana Sârbu (née le 15 janvier 1977 à Arad) est une femme politique roumaine, membre du Parti social-démocrate (PSD) jusqu'en 2018. Elle est la fille d'Ilie Sârbu (ro), ancien président du Sénat, et l'épouse de l'ancien Premier ministre de Roumanie de 2012 à 2015, Victor Ponta.

## Biographie
Elle est devenue députée européenne en 2007, à la suite de l'entrée de son pays dans l'Union européenne, avant d'être élu lors des premières élections européennes en Roumanie. Elle est réélue en 2009 et en 2014.
En juillet 2018, elle annonce son départ du Parti social-démocrate (PSD) tout en continuant de siéger au Parlement européen en tant qu'indépendante, au sein du groupe parlementaire de l'Alliance progressiste des socialistes et démocrates (S&D). Elle rejoint Pro Romania le 4 février 2019.